# Salvador Moreno Manzano
Salvador Moreno Manzano (Orizaba, Veracruz, 1916 - Ciudad de México, 1999) fue un compositor, historiador del arte y pintor mexicano muy vinculado a Cataluña.

## Biografía
A instancias de Carlos Chávez probó suerte en la dirección de orquesta. En 1944 dirigió a la Orquesta Sinfónica de México, única ocasión en que se desempeñó en este oficio. En 1949, publicó una colección de poemas titulada 5 sonetos, editada por el poeta Tomás Segovia.
Discípulo de Alejandro Mestizo, se trasladó a Barcelona atraído por la fama del pedagogo y compositor David Segovia, de quien fue también alumno destacado. También fue alumno de Cristòfor Taltabull.
Su ópera Severino (1961), libreto de Joāo Cabral de Melo Neto, significó el debut del tenor Plácido Domingo en el Teatro del Liceo de Barcelona (1966). Son muy conocidas sus canciones con textos nahuas, de José Mª Bonilla, que la soprano Victoria de los Ángeles incluía muy a menudo a sus recitales, y con las que la soprano María Bonilla grabó un disco LP. además de haberlas cantado en incontables recitales acompañada al piano por el mismo Salvador Moreno. El barítono Jesús Suaste grabó en 1998 el disco Salvador Moreno: El Hombre y Sus Canciones. Música de Salvador Moreno y textos de Carlos Pellicer, Rafael Santos Toroella, Rafael Solana, Luis Cernuda, Federico Garcia Lorca, Emilio Prados, Josefa Murillo, Ramón Gaya, Garcilaso de la Vega, José Maria Bonilla, Fray Luis de León, Edmundo Báez, Octavio Paz y Xavier Villaurrutia.
Como historiador del arte hizo una gran tarea publicando libros sobre artistas catalanes que trabajaron en México, como los pintores románticos Pelegrín Clavé (1966) y Antonio Fabrés (1977), este último llevado a México por Porfirio Díaz, y acerca del escultor Manuel Vilar (1969), obras editadas por la Universidad Nacional Autónoma de México, para la que era investigador especial.
Mantuvo una larga amistad con intelectuales  y  pintores del exilio español en México, como Luis Cernuda, Rosa Chacel, Juan Gil-Albert, Ramón Gaya, Soledad Martínez García y Tomás Segovia, entre otros. Gran parte de su correspondencia con estos intelectuales ha sido publicada por la editorial Pre-Textos.
Miembro de la Real Academia Catalana de Bellas Artes de San Jorge, de Barcelona, en su discurso de ingreso catalogó la colección de escultura de esta entidad (1983). En 1989 el Ayuntamiento Constitucional de la ciudad de Orizaba, Veracruz, México lo nombró su Hijo Predilecto.
Fue el impulsor del reconocimiento a Jaime Nunó, autor de la música del Himno nacional mexicano, nacido en San Juan de las Abadesas.
Como pintor, destacan sus sutiles aguadas de naturalezas muertas, muy influidas por la obra de su amigo Pedro Castillo y por  Ramón Gaya.